# Astragalus kenteicus
Astragalus kenteicus är en ärtväxtart som beskrevs av N.Ulziykh. Astragalus kenteicus ingår i släktet vedlar, och familjen ärtväxter. Inga underarter finns listade i Catalogue of Life.